# Пастухова, Мария Фоминична
Мари́я Фоми́нична Пастухо́ва (1918—2003) — советская и российская актриса. Народная артистка РСФСР (1976). Лауреат Сталинской премии второй степени (1950).

## Биография
М. Ф. Пастухова родилась 22 июля 1918 года в Мелитополе (ныне Запорожская область, Украина). В 1940 году окончила ГИТИС имени А. В. Луначарского (курс М. М. Тарханова). В 1940—1942 годах артистка Брестского русского театра, в 1942—1943 — ЦОКС, в 1944—1945 годах — Тбилисской киностудии, с 1945 года — ЦАТСА (ныне ЦАТРА).
Мария Фоминична была первой женой актёра Николая Крючкова. Познакомились на съёмках фильма «Трактористы». Брак распался в 1945 году.
Скончалась М. Ф. Пастухова 25 октября 2003 года, похоронена в Москве на Химкинском кладбище (128 уч.).

## Творчество

### Роли в театре
Брестский русский театр
- «Любовь Яровая» К. А. Тренёва — Любовь Яровая
- «Мещане» М. Горького — Татьяна

ЦАТСА
- «Коварство и любовь» Ф. Шиллера — Луиза
- «На той стороне» А. А. Барянова — Николаева
- «Степь широкая» Н. Г. Винникова — Паша Сумская
- «Воевода» А. Н. Островского — Алёна
- «Закон Ликурга» Н. Г. Базилевского-Блюмкина — Роберта Олден
- «Мой друг» Н. Ф. Погодина — Ксения Ионовна
- «Юстина» Х. Вуолийоки — Юстина
- «Добряки» Л. Г. Зорина — Надежда
- «Океан» А. П. Штейна — Аня
- «Разбойник» К. Чапека — Фанка
- «Нашествие» Л. М. Леонова — Анна Петровна Таланова
- «Дядя Ваня» А. П. Чехова — Мария Васильевна Войницкая
- «Надежда Милованова» В. Ф. Пановой — Надежда Фёдоровна Милованова
- «Снега пали…» Р. К. Феденёва — Катя
- «Орфей спускается в ад» Т. Уильямса — Ви Толбет
- «Последнее свидание» А. А. Галича — Соня Жердева
- «Молва» А. Д. Салынского — Марфа Бодрова
- «Моя профессия — синьор из общества» Д. Скарначчи и Р. Тарабузи — Матильда
- «Дама с камелиями» А. Дюма-сына — Наннина
- «Дорога в Бородухино» В. Л. Кондратьева — Хозяйка в Бородухине
- «Деревья умирают стоя» А. Касоны — донья Эухения
- «Ужасные родители» Ж. Кокто — Ивонна
- «Боже, храни короля !» У. С. Моэма — Шарлотта Эрдсли

## Фильмография
- 1943 — Во имя Родины — Валентина Николаевна Анощенко, разведчица
- 1943 — Фронт — Маруся, санитарка
- 1944 — Малахов курган — Мария Владимировна Первенцова
- 1956 — Сердце бьётся вновь… — Дежурная медсестра (нет в титрах);
- 1956 — Пролог — Надежда Константиновна Крупская;
- 1956 — Две жизни (Сёстры) — Даша, сестра Насти
- 1956 — Рассказы о Ленине — Надежда Константиновна Крупская;
- 1957 — Лично известен — Надежда Константиновна Крупская
- 1958 — Шли солдаты… — Надежда Константиновна Крупская
- 1963 — Русский лес — Таиска, сестра Ивана Матвеевича
- 1964 — Метель — Прасковья Петровна
- 1965 — Чрезвычайное поручение — Надежда Константиновна Крупская
- 1968 — Щит и меч — военврач
- 1970 — Штрихи к портрету В. И. Ленина — Надежда Константиновна Крупская
- 1971 — Возвращение к жизни — женщина, ограбленная Арно
- 1972 — Следствие ведут ЗнаТоКи. Несчастный случай — мать Каталина
- 1973 — Это сильнее меня — Наталья Фоминична
- 1979 — Прости-прощай — Пелагея
- 1980 — Половодье — эпизод
- 1981 — Тропинины — мать Тропинина
- 1986 — За Ветлугой-рекой — бабушка Рина
- 1988 — Филиал — Анна Ивановна
- 1988 — Семь дней Надежды — Надежда Бурыгина
- 1989 — Свой крест — мать Сергея
- 1990 — Нелюдь, или В раю запрещена охота — мама Зои Шерстобитовой
- 1996 — Здравствуй, племя молодое… (киноальманах); Неживой зверь

## Награды и премии
- Заслуженная артистка РСФСР (8 апреля 1954)
- народная артистка РСФСР (16 июня 1976)
- Сталинская премия второй степени (1950) — за исполнение роли Паши Сумской в спектакле «Степь широкая» Н. Г. Винникова (1949)[4][5]
- премия мэрии Москвы (1997) — за исполнение роли Шарлотты Эрдсли в спектакле «Боже, храни короля !» У. С. Моэма
- орден «Знак Почёта» (1990)
- медаль «Ветеран труда» (1984)